# Menomonie (Wisconsin)

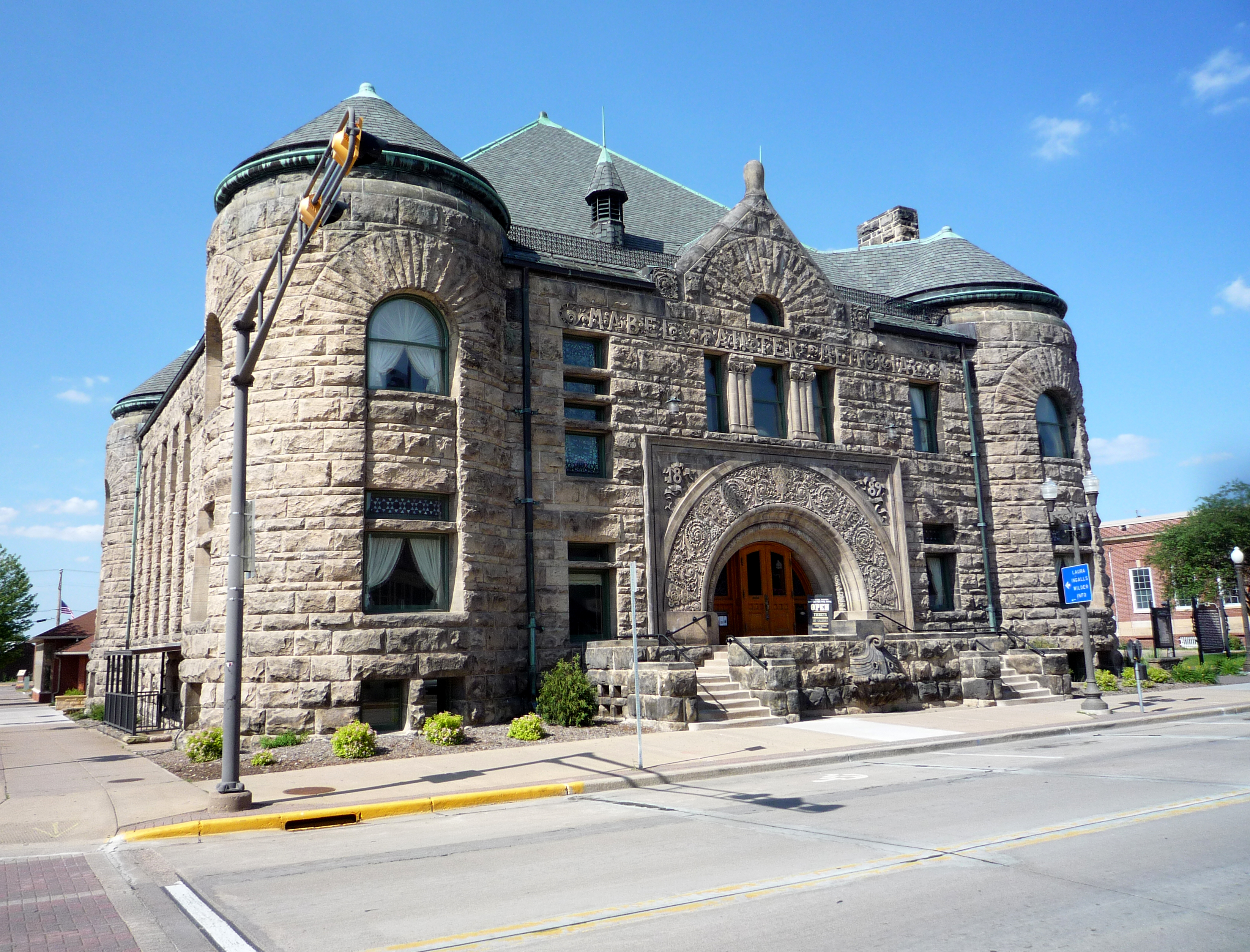
Mabel Tainter Center for the Arts

Menomonie es una ciudad situada en el condado de Dunn, Wisconsin, Estados Unidos. Tiene una población estimada, a mediados de 2023, de 16 642 habitantes.
Es la sede del condado. 

## Geografía
La localidad está ubicada en las coordenadas 44°53′21″N 91°54′34″O / 44.88917, -91.90944 (44.8892, -91.90957). Según la Oficina del Censo, tiene una superficie total de 40.02 km², de los cuales 35.51 km² corresponden a tierra firme y 4.51 km² están cubiertos de agua.

## Demografía

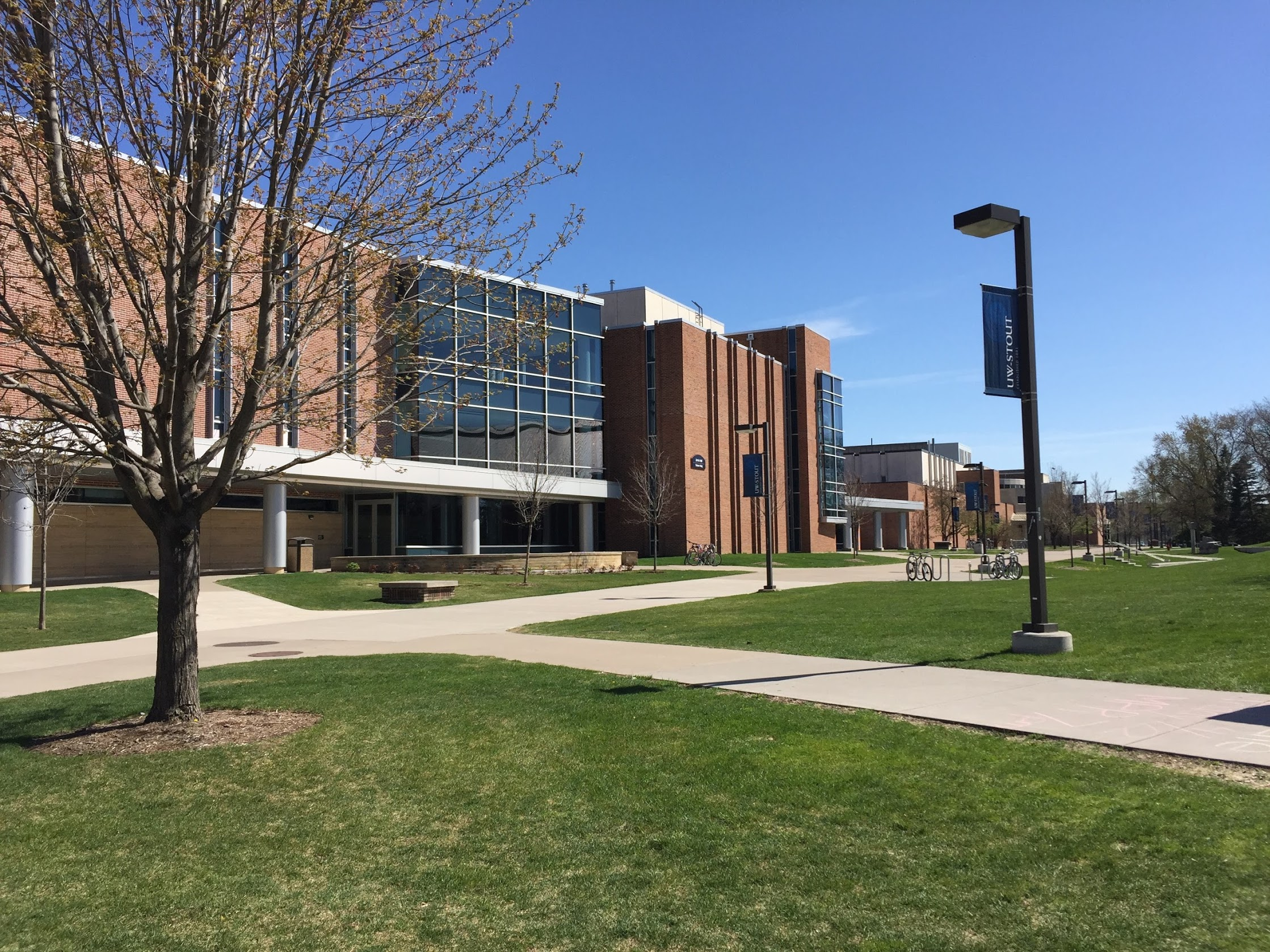
Jarvis Hall - Science Wing

Según el censo de 2020, en ese momento la ciudad tenía una población de 16 843 habitantes. La densidad de población era de 474.3 hab./km². El 88.06% de los habitantes eran blancos, el 1.68% eran afroamericanos, el 0.50% eran amerindios, el 4.41% eran asiáticos, el 0.02% eran isleños del Pacífico, el 0.85% eran de otras razas y el 4.47% eran de una mezcla de razas. Del total de la población el 2.77% eran hispanos o latinos de cualquier raza.